# Cumarina
La cumarina és un compost químic, específicament una benzopirona, que es troba en moltes plantes, especialment en concentracions altes en les espècies Dipteryx odorata, Anthoxanthum odoratum, Galium odoratum en el gènere Verbascum spp., Hierochloe odorata i el gènere Melilotus.
El nom de cumarina prové del nom francès, coumarou, per l'espècie Dipteryx odorata. S'ha fet servir en perfums des de l'any 1882. Les plantes que tenen cumarina fan una olor dolça. Encara que s'havia fet servir com a aromatitzant en tabacs de pipa i en begudes alcohòliques actualment aquest ús està prohibit, ja que la cumarina presenta toxicitat en el fetge (hepatotoxicitat) en els animals model de laboratori. En altes concentracions en els aliments la cumarina actua com supressora de les ganes de menjar i probablement en les plantes la cumarina actua com a defensa química contra els herbívors.
La cumarina es transforma, per l'acció de diversos fongs, en dicumarol que és un anticoagulant. Històricament ha causat en bovins que menjaven un ensitjat atacat pels fongs la malaltia del melilotus
En farmàcia es fa servir la cumarina com una molècula precursora de molts anticoagulants i en rodenticides
La cumarina actua de modificador de l'edema.

## Síntesi
La biosíntesi de cumarina en les plantes és per hidroxilació, glicòlisi i ciclació de l'àcid cinàmic. En laboratori es pot preparar mitjançant la reacció de Perkin entre salicilaldehid i anhídrid acètic.

## Toxicitat
La cumarina, en humans, és moderadament tòxica pel fetge i ronyons, però en canvi és molt tòxica per a rates i ratolins que en metabolitzar-la els causa hemorràgies internes fortes i la mort. Segons l'Institut Alemany de Riscos la ingesta diària admissible de cumarina és de 0,1 mg per kg de pes corporal.

## Derivats
Els compostos derivats de la cumarina es diuen cumarines o cumarinoides, dins la família s'inclouen:
- brodifacoum[5][6]
- bromadiolona[7]
- coumafuril[8]
- difenacoum[9]
- auraptena
- ensaculina
- phenprocoumon (Marcoumar)
- warfarina